# Hypenodes obscura
Hypenodes obscura är en fjärilsart som beskrevs av Barend J. Lempke 1949. Hypenodes obscura ingår i släktet Hypenodes och familjen nattflyn. Inga underarter finns listade i Catalogue of Life.